# 埃爾塔河
47°59′6.31″N 8°48′5.09″E / 47.9850861°N 8.8014139°E

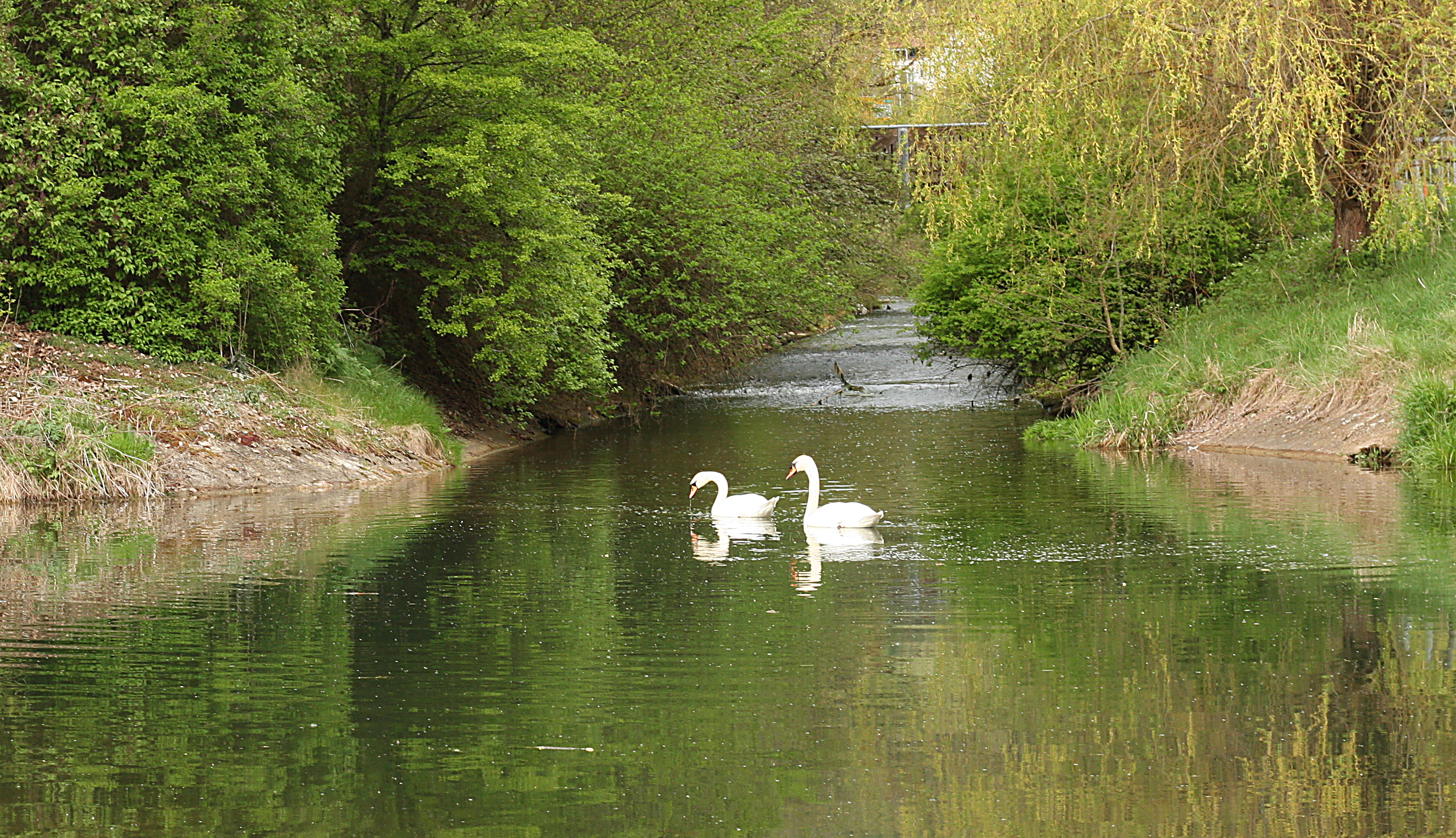
埃爾塔河

埃爾塔河（德語：Elta），是德國的河流，位於該國西南部，由巴登-符騰堡州負責管轄，屬於多瑙河的左支流，河道全長15.8公里，流域面積81.1平方公里，河口處在圖特林根。